# Bloom 06
Bloom 06 – włoski zespół grający elektroniczną muzykę pop w latach 2006–2010. Nazwa grupy wynika z połączenia roku jej założenia w 2006 oraz angielskiego słowa „bloom” oznaczającego "rozkwitać”. Zespół składał się z Gianfranco Randone (pseudonim Jeffrey Jey) oraz Maurizio Lobina. Obydwaj należeli wcześniej do zespołu Eiffel 65.
Zespół nagrał łącznie dwie płyty, a materiał, który się na nich znalazł, był przygotowywany jako piąta płyta zespołu Eiffel 65. W czerwcu 2010 roku doszło do reaktywacji zespołu Eiffel 65.

## Członkowie zespołu
- Gianfranco Randone – wokal, gitara basowa
- Maurizio Lobina – instrumenty klawiszowe

## Dyskografia

### Albumy
- Crash Test 01 (2006) - data premiery: 13 października 2006
- Crash Test 02 (2008) - data premiery: Włochy - 23 maja 2008, Europa Środkowa - 30 stycznia 2009

### EP
- Club Test 01 (2008) - data premiery: 5 grudnia 2008
- Club Test 02 (2009) - data premiery: 3 lipca 2009 (od 20 czerwca 2009 w iTunes)

### Single
- In The City (2006) - data wydania: 8 grudnia 2006
- Per Sempre (2007) - data wydania: 26 stycznia 2007
- Un'Altra Come Te (2008) - data wydania: 2 maja 2008
- Welcome To The Zoo (2008) (promowany tylko w radiach, nie wydany jako oddzielny singiel)
- Being Not Like You (2009) - data wydania: 23 stycznia 2009 (wersja elektroniczna: 16 stycznia 2009), anglojęzyczna wersja Un'Altra Come Te
- Beats & Sweat (2009) - data wydania: 11 września 2009

### Teledyski
- In The City (2006)
- Per Sempre (2007)
- Un'Altra Come Te (2008)
- Being Not Like You (anglojęzyczna wersja Un'Altra Come Te) (2008)
- WE Is The Power feat. Alexia (2009)

### Remiksy
- Vasco Rossi - „Basta Poco” (2007)
- Zucchero - „Un Kilo” (2007)
- Il Genio - „Pop Porno” (2009)

### Remaki
- Blue (Da Ba Dee) (2008)
- Viaggia Insieme A Me (2008)
- Move Your Body (2008)
- Too Much of Heaven (2008)

### Duety
- Alexia & Bloom 06 - „WE is the power” (2009)
- Pandora & Bloom 06 - „Kitchy Kitchy” (2009)